# کولول‌لو، خیزی
کولول‌لو (به ترکی آذربایجانی: Külüllü) یک منطقه مسکونی در جمهوری آذربایجان است که در شهرستان خیزی واقع شده است.